# Egentlig vampyr
Egentlig vampyr (Desmodus rotundus) är en fladdermus som förekommer i Amerika och den enda kvarvarande arten i sitt släkte.

## Utseende
Arten är med sina stora öron och flygmembranen mellan handleden och fotleden en typisk fladdermus. Den har kraftiga bakre extremiteter och en förlängd tumme för att klättra på sina byten. Kroppslängden ligger mellan 7 och 9 cm där honor vanligen är något större. Pälsens färg varierar mellan gråbrun, rödaktig och gyllene. Djuret har en vingspann av 35 till 40 cm och vikten är oftast 30 till 40 gram.

## Utbredning och habitat
Den egentliga vampyren har ett stort utbredningsområde som sträcker sig från centrala Mexiko i norr över Centralamerika (med undantag av Karibiska öarna) till Uruguay och norra Argentina. Habitatet är alltid varmt men annars kan arten anpassa sig till många olika förhållanden. I bergstrakter hittas den upp till 2 400 meter över havet.
Utöver den nu levande arten är tre utdöda arter från samma släkte kända. De levde alla under tidig kvartär.
- Desmodus archaeodaptes
- Desmodus draculae
- Desmodus stocki

## Ekologi
Egentlig vampyr bildar kolonier av vanligen 20 till 100 individer men ibland går antalet fladdermöss i en koloni upp till 5 000. De vilar vanligen i grottor och trädens håligheter eller i gömställen som skapads av människor som gruvor eller ladugårdar. Olika undersökningar indikerar att de har en hierarki i kolonin (gäller främst honor) men ytterligare forskning angående artens sociala beteende behövs.
Arten livnär sig huvudsakligen av blod från däggdjur och fåglar som den hittar med hjälp av ekolokalisering och det väl utvecklade luktsinnet. Även hörseln och synen är bra. Vampyren skapar ett litet sår med sina vassa tänder och slickar sedan blodet som rinner fram. De flesta bytesdjuren uppfattar inte ens att de blir utnyttjade. Individer som misslyckas med födosöket dör vanligen efter tre dagar av svält.
Denna fladdermus kan flyga flera kilometer för att hitta föda.

## Egentlig vampyr och människor
Blodförluster som vampyren orsakar är obetydliga för människor. Däremot kan arten överföra flera sjukdomar som rabies. Risken gäller främst boskapsdjuren och sällan människan själv.
För arten är inga allvarliga hot kända och den har bra anpassningsförmåga till landskapsförändringar. IUCN listar den egentliga vampyren som livskraftig (LC).